# Valle de Villaverde
Valle de Villaverde – gmina w Hiszpanii. Administracyjnie należy do wspólnoty autonomicznej Kantabria i prowincji o tej samej nazwie. Zajmuje terytorium o powierzchni 19,65 km². W 2011 roku gmina liczyła 355 mieszkańców.
Valle de Villaverde jest eksklawą Kantabrii, otoczoną wyłącznie terytoriami należącymi do prowincji Vizcaya w Kraju Basków.